# Карган (озеро)
Карган (также Карганское) — пресноводное озеро в России, расположенное в Барабинской низменности на севере Каргатского района Новосибирской области.

## Общие сведения
На озере выделяются две котловины: восточная округлая со слабо изрезанной береговой линией и западная, заболоченная. Высота над уровнем моря — 134 м. Площадь озера — 33,8 км², водосборная площадь — 149 км². Длина с запада на восток составляет около 10,5 км, ширина в восточной части достигает 5,6 км.

## Описание
Значительных притоков не имеет. В период высокого уровня (весной) происходит сброс воды по протоке Обинек в реку Каргат. Острова отсутствуют. Берега пологие, покрытые травой и камышом, в значительной мере заболочены, кроме юго-восточной части, где расположились посёлок Шибаки и остатки бывшего пионерского лагеря. В 5 км к югу от озера Карган в 18-19 веках проходил Московско-Сибирский тракт.